# In dubio abstine
In dubio abstine of in dubiis abstine is een Latijnse uitdrukking, die betekent 'bij twijfel dient u zich te onthouden van een oordeel' of kortweg 'bij twijfel niets doen'. De term vormde reeds een principe binnen het Griekse en Romeinse recht en ook binnen het huidige recht vormt het vermoeden van onschuld (in dubio pro reo: "bij twijfel wordt besloten in het voordeel van de beschuldigde") een belangrijk grondprincipe. 
Binnen het medisch jargon wordt het gebruikt om aan te geven dat een arts die aarzelt of een bepaalde ingreep of interventie zin heeft in een bepaald geval, deze ingreep beter niet kan doen, om in ieder geval te voorkomen dat de ingreep het erger maakt of dat er vermijdbare complicaties op kunnen treden. Als zodanig is deze uitdrukking verwant aan een andere, namelijk primum non nocere.